# کفال‌های اصلی
کفال‌های اصلی (نام علمی: Mugil) نام یک سرده از تیره کفال‌ماهیان است.